# Tegenaria scopifera
Tegenaria scopifera là một loài nhện trong họ Agelenidae.
Loài này thuộc chi Tegenaria. Tegenaria scopifera được miêu tả năm 2002 bởi Barrientos, Ribera & Pons.